# Stagor
Stagor är en bergstopp i Österrike. Den ligger i distriktet Spittal an der Drau och förbundslandet Kärnten, i den centrala delen av landet, 280 km sydväst om huvudstaden Wien. Toppen på Stagor är 2 289 meter över havet, eller 161 meter över den omgivande terrängen. Bredden vid basen är 2,4 km.
Terrängen runt Stagor är bergig åt nordost, men åt sydväst är den kuperad. Närmaste större samhälle är Spittal an der Drau, 17,9 km öster om Stagor. 
I omgivningarna runt Stagor växer i huvudsak blandskog. Runt Stagor är det ganska glesbefolkat, med 29 invånare per kvadratkilometer.